# Aphthona venustula attica
Aphthona venustula attica é uma subespécie de insetos coleópteros polífagos pertencente à família Chrysomelidae.
A autoridade científica da subespécie é Weise, tendo sido descrita no ano de 1890.
Trata-se de uma subespécie presente no território português.